# Total Rate of Return Swap

Zahlungsflüsse eines Total (Rate of) Return Swaps

Der Total (Rate of) Return Swap (Abkürzung: TRORS, TRS; deutsch „vollständiger Ertragstausch“) ist im Finanzwesen der Anglizismus für einen Swap, bei dem der gesamte Ertrag und die Volatilitäten eines Basiswerts innerhalb eines festgelegten Zeitraums gegen Zinszahlungen getauscht werden.

## Allgemeines
Vertragspartner sind der Swapkäufer (Risikoträger und Sicherungsnehmer; englisch protection buyer), und der Swapverkäufer (Risikoübernehmer und Sicherungsgeber; englisch protection seller). Der Sicherungsnehmer ist Risikoträger eines Basiswerts (insbesondere Aktien, Anleihen oder Kredite), dessen ungewisser Ertrag (Dividende, Anleihezins, Kreditzins) abgesichert werden soll.
Der Sicherungsnehmer überträgt alle Zahlungsströme aus dem Basiswert und dessen möglichen Wertsteigerungen (etwa ratingbedingtes besseres Kreditrisiko oder renditebedingte Kurssteigerung) an den Sicherungsgeber. Die Zahlungen des Sicherungsnehmers an den Sicherungsgeber setzen sich aus dem Kapitalertrag des Basiswerts und Wertsteigerungen des Basiswerts zusammen. Als Gegenleistung zahlt der Sicherungsgeber einen variablen Zinssatz (etwa Euribor), Ausgleichszahlungen für Wertminderungen des Basiswerts (etwa ratingbedingtes verschlechtertes Kreditrisiko oder renditebedingter Kursverfall) und eine Marge (Ertragserwartungen, Finanzierungskosten und Marktliquidität des Basiswerts).

## Funktionsweise
TRS sind Kreditderivate, zu denen insbesondere auch Credit Default Swaps und Credit Linked Notes gerechnet werden. Die gegenseitigen Zahlungen sind beim TRS nicht an das Eintreten eines bestimmten Ereignisses gebunden, sondern werden zu den im Finanzkontrakt festgelegten Zahlungsterminen geleistet. Tritt während der Vertragslaufzeit ein Kreditereignis ein (etwa Zahlungsverzug oder Insolvenz des Schuldners des Basiswerts), wird der Kontrakt durch Zahlung vom Sicherungsgeber oder (physische) Lieferung des Basiswerts an den Sicherungsgeber vorzeitig beendet. Die TRS weisen im Regelfall eine kürzere Laufzeit als der Basiswert (etwa eine Anleihe) auf, so dass der Sicherungsnehmer das Finanzrisiko aus dem Basiswert (Kreditrisiko oder Emittentenrisiko) nach Fälligkeit des TRS wieder zum aktuellen Marktpreis übernehmen muss.

## Wirtschaftliche Aspekte
Das Finanzprodukt des Total Rate of Return Swaps ist ein Replikationsprodukt, bei dem beide Vertragspartner ein Risiko tragen. Weist der Basiswert Kurssteigerungen auf, so hat der Sicherungsnehmer diese dem Sicherungsgeber zu begleichen. Umgekehrt erleidet der Sicherungsgeber Verluste aus dem TRS, wenn der Basiswert Kursverluste aufweist. Der Sicherungsnehmer tauscht einen risikobehafteten Zahlungsstrom gegen einen – im Idealfall – sicheren Zahlungsstrom. Deshalb ist er ein typisches Sicherungsgeschäft. Der Sicherungsgeber erhält eine (synthetische) Long-Position, der Sicherungsnehmer entsprechend eine (synthetische) Short-Position. Wird eine Anleihe als Basiswert ausgewählt, übernimmt der Sicherungsgeber neben dem Kredit-, Emittenten- und Kursrisiko auch ein etwaiges Zinsänderungsrisiko. Der TRS kann genutzt werden, wenn die Marktliquidität der Basiswerte wegen Marktenge gering oder nicht vorhanden ist. Im Gegensatz zum Credit Default Swap ist der TRS eine Kombination aus Kredit- und Zinsderivat.
Total Return Swaps werden seit einigen Jahren z. B. von Versicherern oder Pensionsfonds verwendet, die gegenüber ihren Kunden feste Garantiezinsen übernommen haben. Hierdurch sichern sie einerseits für volatile Kapitalanlagen, wenn diese nach Möglichkeit dauerhaft gehalten werden sollen (englisch buy and hold), zeitweise den garantierten Zins ab. Andererseits kann mit einem TRS synthetisch ein Engagement im Basiswert aufgebaut werden. Im Vergleich zur direkten Investition, also dem Kauf des Basiswertes, ist die Investition via TRS liquiditätsschonender. Dies kann für den Investor geringere Refinanzierungskosten, die beim TRS über die Zahlung des variablen Zinses dargestellt werden, bedeuten.